# Karangendep
Karangendep is een bestuurslaag in het regentschap Banyumas van de provincie Midden-Java, Indonesië. Karangendep telt 3462 inwoners (volkstelling 2010).